# Andrzej Drożeński
Andrzej Drożeński – polski malarz. 
W roku 1745 został mistrzem cechu krakowskiego. Był sygnatariuszem aktu potwierdzonego przez Augusta III z 5 XII 1745 roku, ustalającego nowy status cechu krakowskiego i poddającego go pod zarząd akademicki.